# Eddie Jordan

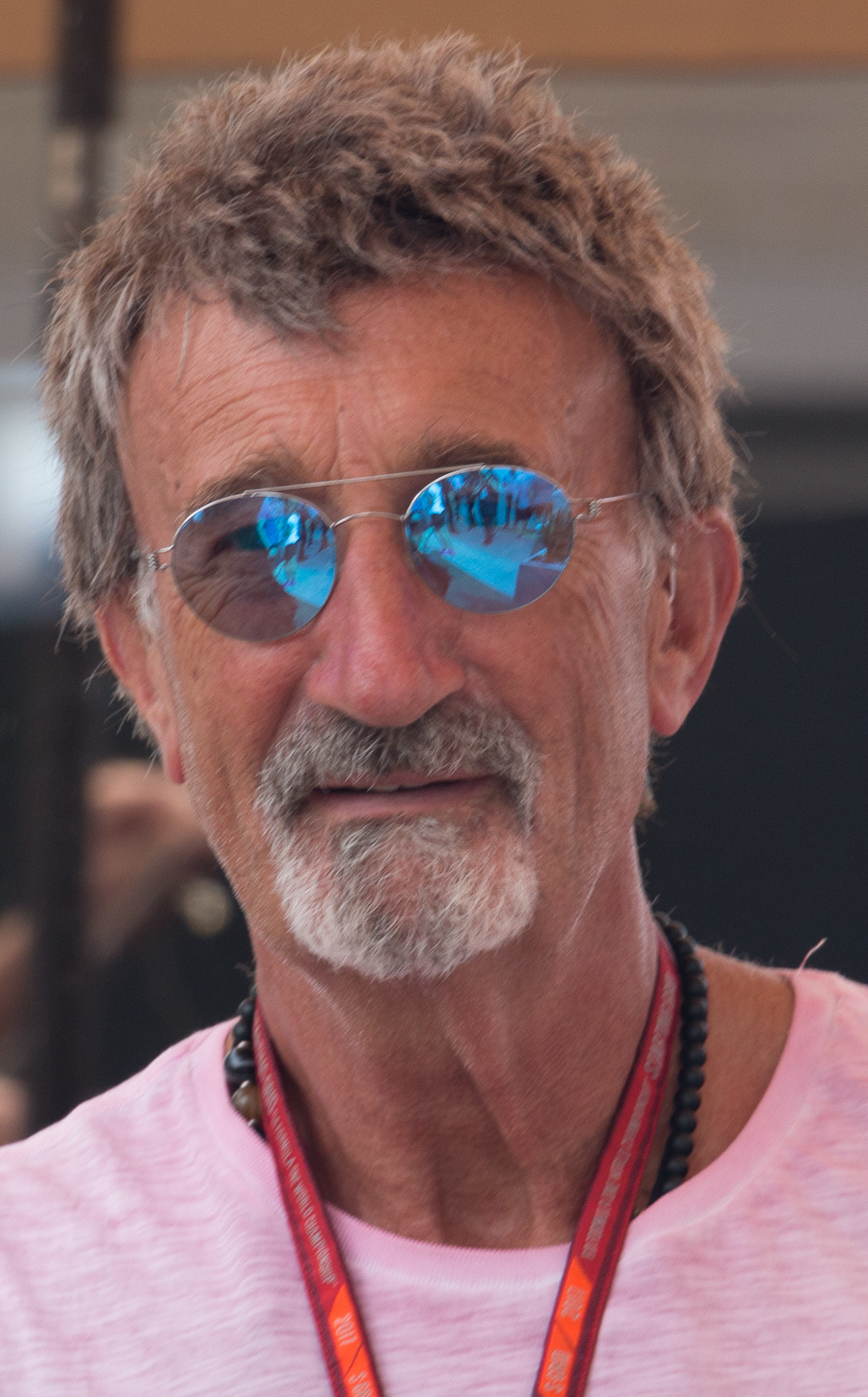
Eddie Jordan (2017)

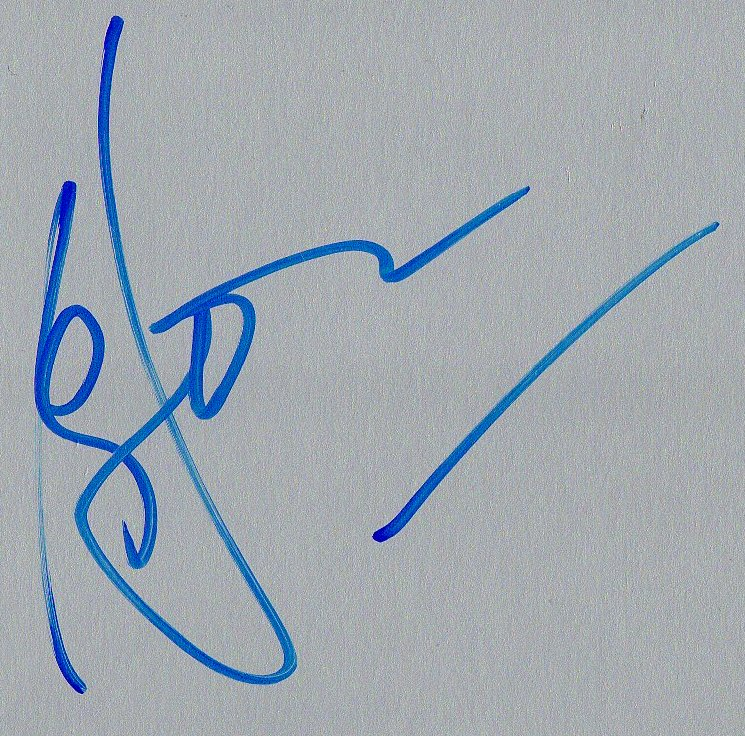
Jordans Unterschrift

Edmund Patrick „Eddie“ Jordan, OBE (* 30. März 1948 in Dublin, Irland; † 20. März 2025 in Kapstadt, Südafrika) war ein irischer Automobilrennfahrer, Motorsportmanager und Formel-1-Teambesitzer.
Der von Jordan gegründete Rennstall Jordan Grand Prix nahm zwischen 1991 und 2005 an 250 Grand-Prix-Rennen zur Formel-1-Weltmeisterschaft teil. Dabei traten auch namhafte Fahrer wie Michael und Ralf Schumacher, Damon Hill, Jean Alesi, Rubens Barrichello, Eddie Irvine sowie Heinz-Harald Frentzen für Jordan an.

## Leben und Karriere

### Rennfahrer
Eddie Jordan wuchs in Dublin auf und arbeitete zunächst als Angestellter der Bank of Ireland. Wegen eines Bankenstreiks 1970 wechselte er nach Jersey, wo er mit dem Motorsport in Berührung kam. In der Folge nahm Jordan an Kartrennen teil und gewann 1971 die irische Kartmeisterschaft. Ab 1974 startete er in der Formel Ford, in der er sich 1976 bei einem Unfall beide Beine brach. Nach seiner Genesung wechselte Jordan 1977 in die irische Formel-Atlantic-Meisterschaft, die er 1978 gewann, und startete ab 1979 in der Britischen Formel 3. Zudem nahm Jordan im selben Jahr an einem Rennen zur Formel-2-Meisterschaft teil und fuhr im Rahmen eines Nachwuchstests ein Formel-1-Auto des McLaren-Teams. Bei den 24 Stunden von Le Mans  1981 trat er an, konnte das Rennen aber wegen eines Kupplungsschadens nicht beenden.

### Teammanager
Ende 1979 entschied Jordan wegen zunehmender Schwierigkeiten bei der Beschaffung der nötigen Sponsorengelder, seine aktive Rennfahrerkarriere zu beenden, und gründete sein erstes eigenes Team: Eddie Jordan Racing nahm ab 1981 hauptsächlich an Formel-3-Rennen in Großbritannien teil. 1983 verpasste sein Fahrer Martin Brundle nur knapp die Meisterschaft gegen den späteren dreifachen Formel-1-Weltmeister Ayrton Senna. Das gelang 1987 dafür Johnny Herbert, der das Team 1988 in die Formel 3000 begleitete und dort auf Anhieb einige Rennen gewann. 1989 wurde der Franzose Jean Alesi auf Jordan überlegen Meister der Formel 3000.

### Formel 1
1990 gründete Jordan das Formel-1-Team Jordan Grand Prix, das erstmals an der Formel-1-Weltmeisterschaft 1991 teilnahm. Zusammen mit dem nordirischen Ingenieur und Rennwagenkonstrukteur Gary Anderson führte er das Team 15 Jahre lang, bevor er 2005 seine Anteile an die Midland Group des russischen Geschäftsmannes Alexander Shnaider verkaufte, der sie wiederum nach einem Jahr an den niederländischen Fahrzeughersteller Spyker Cars N.V. weiterreichte. Jordan verlor sein Mitspracherecht, kümmerte sich aber noch bis Ende 2006 um die Vermarktung des Teams, das in Spyker F1 umbenannt wurde, bevor es an den indischen Geschäftsmann Vijay Mallya verkauft wurde, der es von 2008 bis Mitte 2018 als Force India betrieb. Heute befindet sich Jordans ehemaliger Rennstall im Besitz von Lawrence Stroll und nimmt als Aston Martin F1 Team seit 2021 an der Weltmeisterschaft teil, nachdem es von Mitte 2018 bis 2021 als Racing Point F1 Team geführt wurde.
Jordan gilt in der Formel 1 bis heute als eine der schillerndsten Persönlichkeiten der Geschichte. Extravagante Brillen, seine Toupets, provokante Äußerungen vor Fernsehkameras, luxuriöse Statussymbole sowie vor allem leicht bekleidete Models wie die deswegen als Jordan bekannt gewordene Katie Price, die zu jedem Formel-1-Rennen in die Teambox geladen und von den internationalen Fotografen dankbar abgelichtet wurden, trugen zu seinem Bekanntheitsgrad bei Fans in aller Welt bei.

### Rennsport-Experte
2009 wirkte Jordan in der DMAX-Dokumentation Eddie Jordan’s Bad Boy Racers mit, in der er einer Gruppe jugendlicher Krimineller auf den rechten Weg zurück verhalf. Zudem war er ab 2009 als Experte für die Formel-1-Übertragungen der BBC tätig und schrieb zusammen mit dem britischen Kommentator Murray Walker Kolumnen für das F1 Racing Magazine.

### Auszeichnungen
Jordan engagierte sich für gemeinnützige Projekte, wie beispielsweise für eine Hilfsorganisation zu Gunsten krebskranker Kinder, für die er bei einer Benefizveranstaltung in Spanien 400 Kilometer auf dem Rennrad zurücklegte. Für seine Verdienste um den internationalen Sport verlieh ihm die University of Ulster Mitte 2002 den Ehrendoktortitel. 2012 wurde Jordan die vierthöchste Stufe des britischen Verdienstordens Order of the British Empire verliehen.
Eddie Jordan lebte mit seiner Ehefrau Marie und seinen vier Kindern in Oxford, England. Außer seinen geschäftlichen Aktivitäten und ehrenamtlichen Engagements war er Schlagzeuger in der Band „Eddie & The Robbers“.

### Krebserkrankung und Tod
In seinem Podcast Formula for Success berichtete Jordan Mitte Dezember 2024, dass er an Prostata- und Blasenkrebs erkrankt sei. Am Morgen des 20. März 2025 berichtete die BBC über eine Pressemitteilung der Familie Jordan, dass er in den frühen Morgenstunden im Kreis seiner Familie in Kapstadt im Alter von 76 Jahren gestorben sei.

## Statistik

### Le-Mans-Ergebnisse
| Jahr | Team             | Fahrzeug | Teamkollege | Teamkollege    | Platzierung | Ausfallgrund     |
| ---- | ---------------- | -------- | ----------- | -------------- | ----------- | ---------------- |
| 1981 | Emka Productions | BMW M1   | David Hobbs | Steve O’Rourke | Ausfall     | Kupplungsschaden |